# Saguarospett
Saguarospett (Colaptes chrysoides) är en amerikansk fågelart i familjen hackspettar. Den förekommer i sydvästligaste USA och nordvästra Mexiko. Arten är nära släkt med guldspetten.

## Utseende och läten
Saguarospetten är en rätt stor hackspett med en kroppslängd på 26–30 centimeter. Den är liksom närbesläktade guldspetten mestadels brun med en tydligt vit övergump, svart halsband ovan en prydligt svartprickig beige buk, brungrå ovansida med svartbandning, svart stjärtovansida samt och en lång, något nedåtböjd näbb. Jämfört med denna är saguarospetten något mindre och har en unik kombination av grått ansikte, ej brunt, brun hjässa och gult under vingarna och i stjärten. Den svarta bröstfläcken är dessutom mer ovalformad. Hanen har likt västliga guldspettar rött strupsidestreck. Lätena liknar guldspettens, men är ljusare: fallande "peah" eller "klee-yer" och långa serier med "whit".

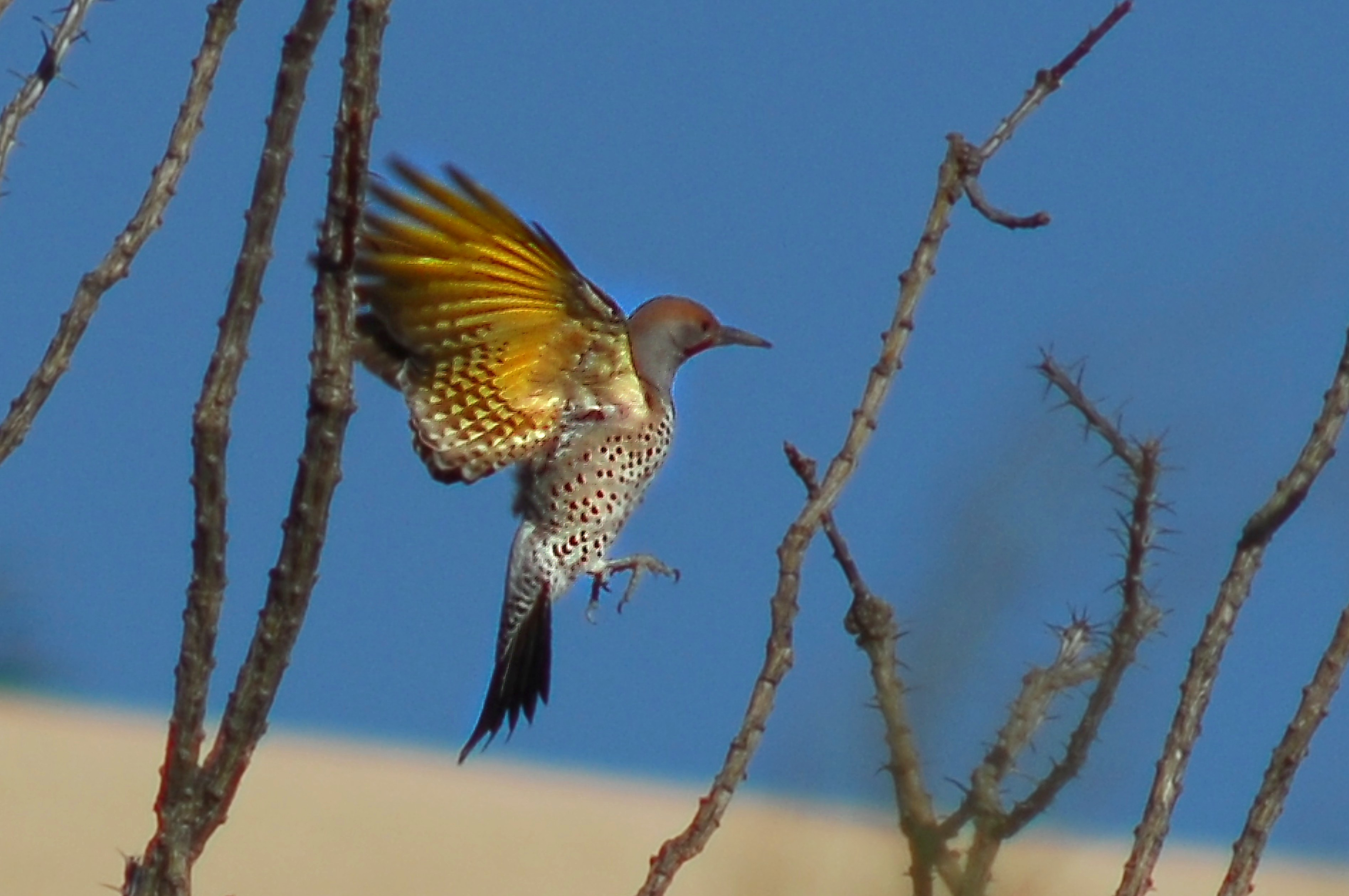
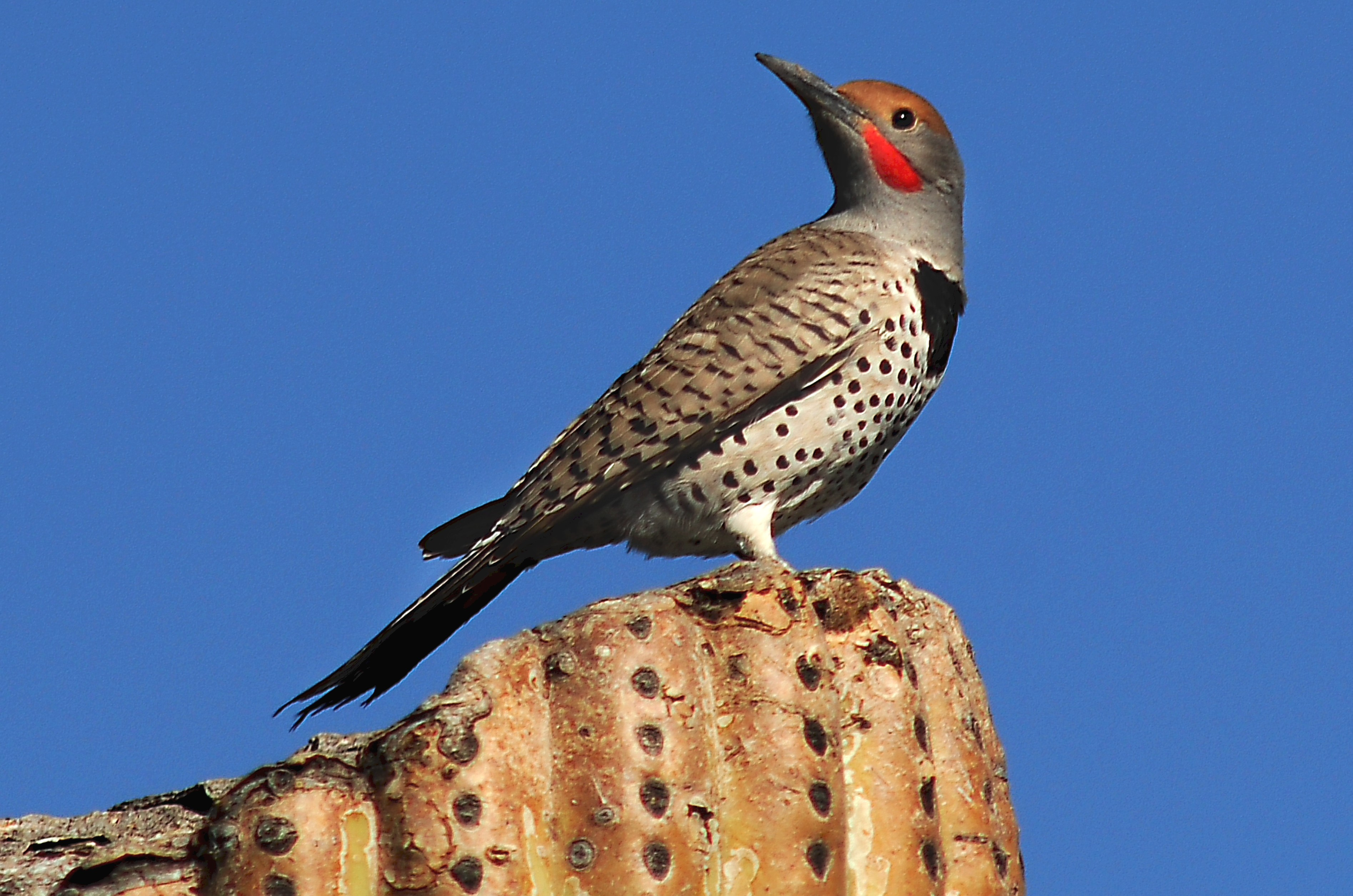

## Utbredning och systematik
Saguarospett delas in i fyra underarter med följande utbredning:
- Colaptes chrysoides mearnsi – förekommer längst ut i sydöstra Kalifornien till Arizona och nordväst Mexiko (norra Sonora)
- Colaptes chrysoides tenebrosus – förekommer i nordvästra Mexiko (norra Sonora till norra Sinaloa)
- Colaptes chrysoides brunnescens – förekommer i norra och centrala Baja California
- Colaptes chrysoides chrysoides – förekommer i södra Baja California

## Levnadssätt
Saguarospetten är vanlig i torra flodnära skogar och saguaroöknar. Liksom guldspetten ses den vanligen på marken där den livnär sig av myror, men kan även ta andra insekter, frukt och nötter. Fågeln lägger ägg mellan februari och juni i ett uthackat bohål, vanligen i en stor kaktus, framför allt Carnegiea gigantea.

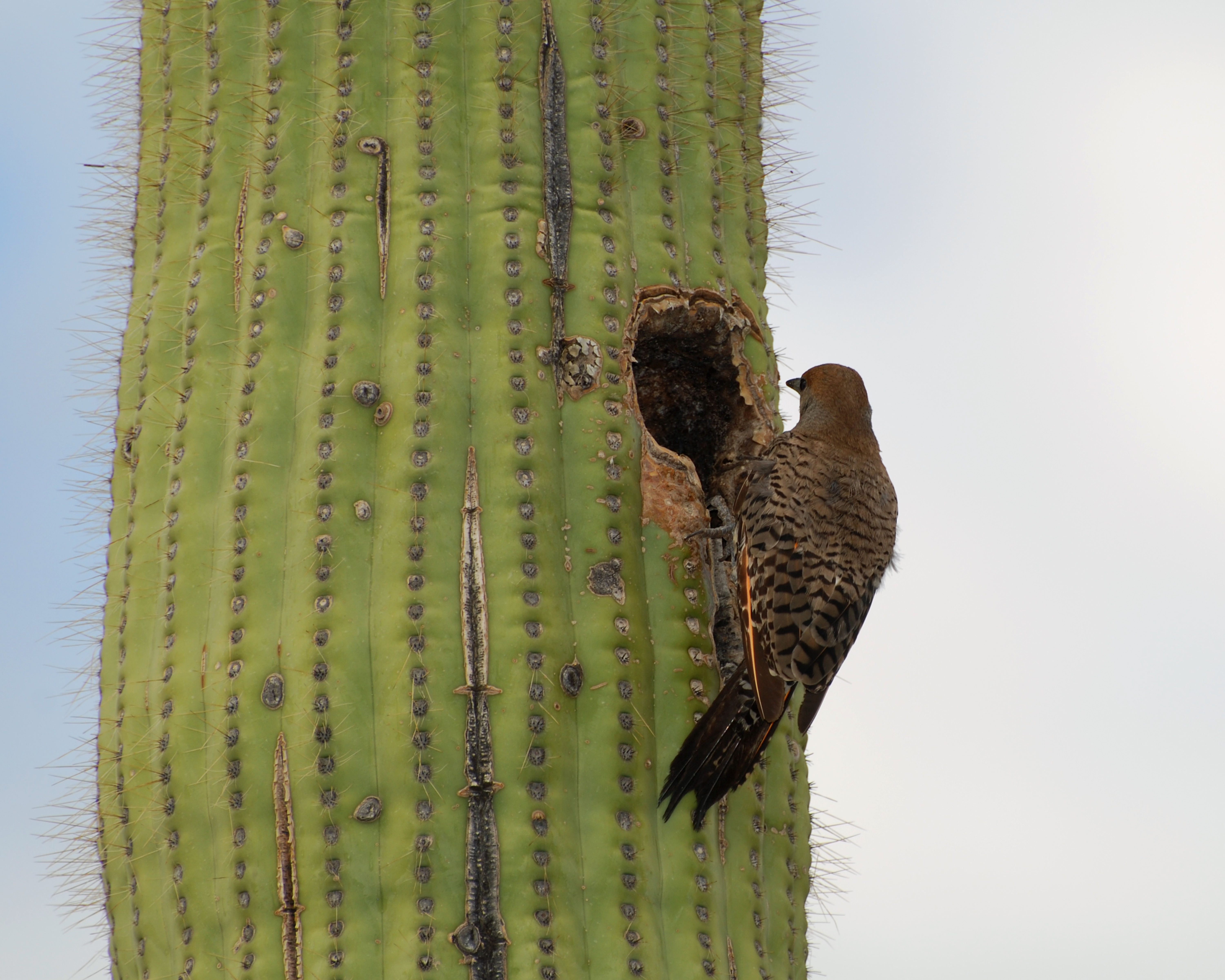
Saguarospett som besöker ett bohål.

## Status och hot
Arten har ett stort utbredningsområde och en stor population, men tros minska i antal, dock inte tillräckligt kraftigt för att den ska betraktas som hotad. Internationella naturvårdsunionen IUCN kategoriserar därför arten som livskraftig (LC).